# Красная угроза

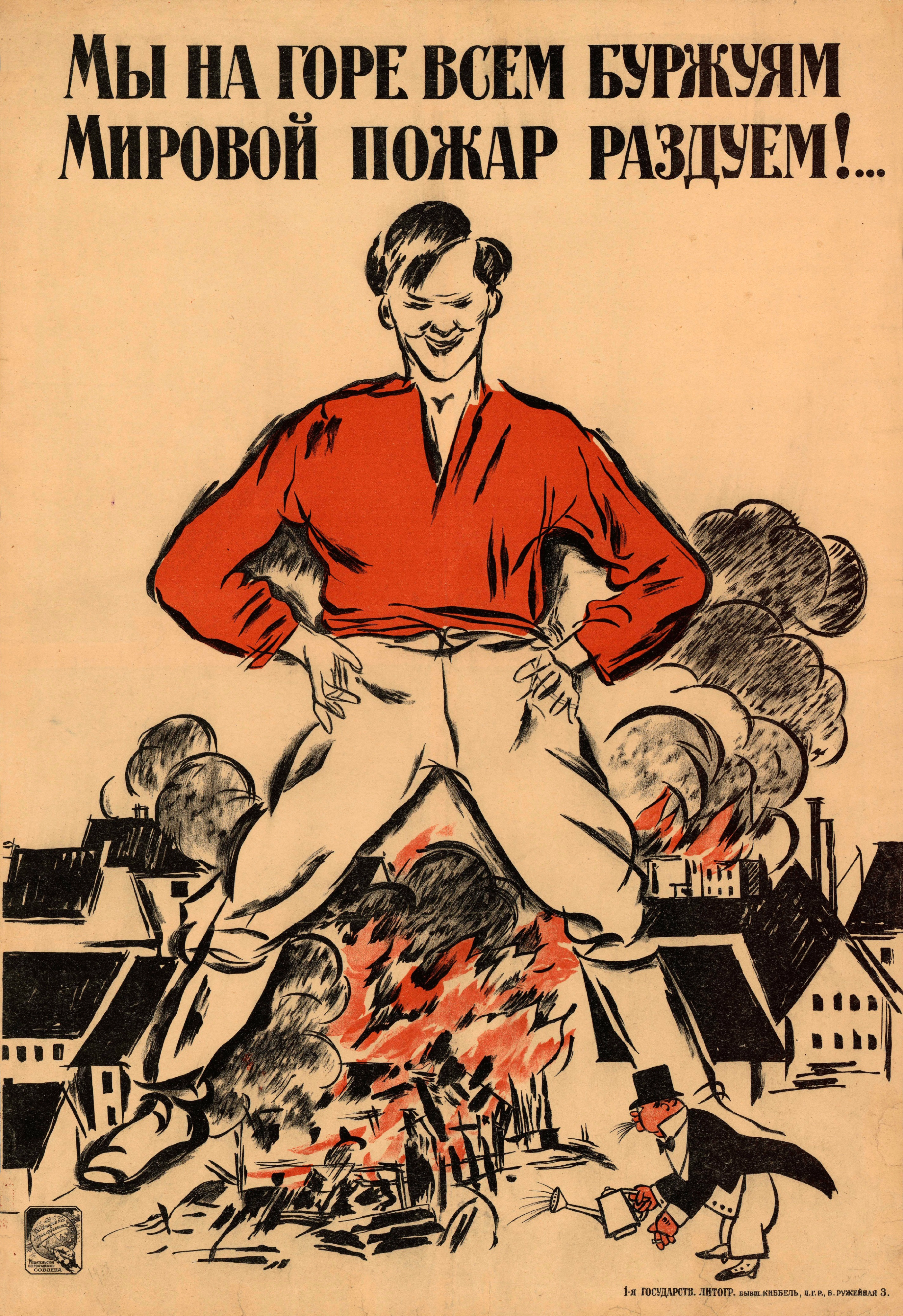
Советский пропагандистский плакат 1918 года, (художник А. Зеленский, слова из поэмы А. Блока «Двенадцать»)

«Кра́сная угро́за» (англ. Red Scare) — название полицейских кампаний в Соединённых Штатах Америки, направленных на предотвращение левого экстремизма и возможного терроризма. Иногда вместо термина «Красная угроза» употребляют или подразумевают определение «Советская угроза», и наоборот, в целом эти понятия тождественны и равнозначны.
Можно выделить несколько основных этапов борьбы с «красной угрозой»: 1917—1920 годы, с 1920 по 1941 год, и послевоенный период с конца 1940-х годов до конца 1950-х.

## «Красная угроза» 1917—1920

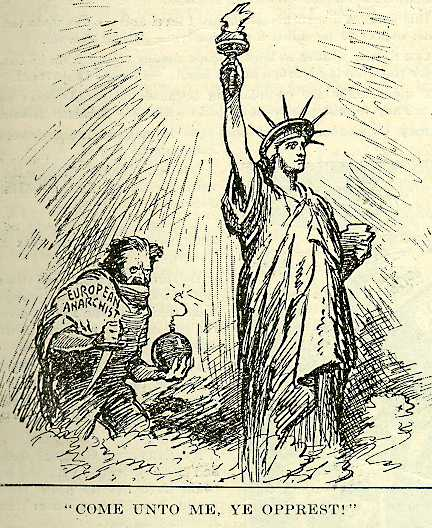
Политическия карикатура 1919 г.: «Европейский анархизм» пытается уничтожить американскую свободу.

Впервые выражение «красная угроза» появилось во время Первой мировой войны, в которой США участвовали в 1917—1918 годах. Осознание угрозы, которую несёт большевизм Америке, усилилось из-за массового насилия в России во время идущей там Гражданской войны. Историк Левин Б. Мюррей характеризует первую «красную угрозу» как «общенациональную истерию, направленную против радикалов, истерию, спровоцированную страхом перед неминуемой большевистской революцией, которая уничтожит собственность, церковь, дом, брак, гражданские права и американский образ жизни».
Ещё в 1903 году в США принимается закон «Об исключении анархистов» (en:Anarchist Exclusion Act), предусматривавший депортации иммигрантов, симпатизирующих анархистским идеям. В 1918 году этот закон дополняется также законом «Об иммиграции» (en:Immigration Act of 1918), предусматривавшим запрет въезда и депортацию неграждан, которые «не верят или противостоят любому организованному правительству» («who disbelieve in or are opposed to all organized government»).
16 мая 1918 года президент Вудро Вильсон подписывает закон «О подстрекательстве к мятежу», призванный поддержать военные усилия Соединённых Штатов в Первой мировой войне, и запрещавший оскорбления правительства или армии Соединённых Штатов в военное время. Почте также разрешалось не доставлять адресатам письма, содержащие таковые оскорбления. Помимо тюремного заключения и значительных штрафов, закон также предусматривал депортации нежелательных иммигрантов.
Кроме того, в связи с вступлением США в войну в 1917 году принимается закон «О шпионаже» (en:Espionage Act of 1917), в соответствии с которым летом 1918 года за выступления против призыва в вооружённые силы был осуждён на 10 лет тюремного заключения Юджин Дебс, пять раз бывший кандидатом на пост президента США. После отбытия 3 лет заключения был освобождён на рождество 1921 года.
В соответствии с тем же законом были приговорены к депортации анархисты Эмма Гольдман и Александр Беркман.
В 1919—1920 ряд штатов принимают законы о запрете оправданий насилия ради социальных изменений. В 1920 году из нижней палаты законодательного собрания штата Нью-Йорк 140 голосами против 6 исключаются пятеро законно избранных социалистов по обвинению в том, что они избраны «на платформе, противоречащей интересам штата Нью-Йорк и Соединённых Штатов».
24 штата приняли законы о запрете на своих территориях красных флагов. Вместе с тем, штат Огайо сделал исключение для вымпелов колледжей, Висконсин — для исторических музеев, Миннесота — для железных дорог и предупреждений об опасности на автомагистралях.
6 штатов ещё до 1919 года приняли свои собственные варианты федерального закона «О подстрекательстве к мятежу», в 1919—1920 подобные законы принимаются ещё в 20 штатах, и, в ряде случаев, также отдельными городами (например, в одном только штате Вашингтон таких городов насчитывалось до 20). Подобные законы носили, как правило, название «анти-синдикалистских», и объявляли преступными, в частности, всеобщие забастовки.
В 1919—1920 годах агенты генерального прокурора США Палмера внедряются в ряд радикальных организаций, и в 1920 году Эдгар Гувер выступает с предупреждением о якобы планируемом радикалами на 1 мая 1920 года свержении правительства США. После того, как никаких выступлений радикалов не произошло, пресса начала практически единодушно издеваться над «галлюцинациями» Палмера, и всеобщий психоз сошёл на нет.
По итогам первой «красной угрозы» произошло уменьшение числа членов Коммунистической партии США и аналогичных партий на 80 %.
Одним из основных последствий «красной угрозы» стала массовая анти-иммигрантская ксенофобия, основанная на страхе рождённых в США граждан (так называемых «коренных» — «nativists») перед тем, что существовавшая ранее политика неограниченной иммиграции в конечном итоге приведёт к разрушению традиционной американской идентичности («американский образ жизни»). Страхи «коренных» американцев концентрируются на анархистах, в 1901 году убивших 25-го президента США Уильяма Мак-Кинли, и на радикальном профсоюзе Индустриальные рабочие мира, провозгласившим своей целью «овладение средствами производства» и «уничтожение системы наёмного труда».
Первая заметная попытка как-либо ограничить эмиграцию в США принимается (если не считать запрета на иммиграцию китайцев, принятого ранее — см. Акт об исключении китайцев 1882 года) в 1917 году с ограничением въезда лиц из «Азиатской запретной зоны», для иммигрантов из Европы был запрещён въезд лиц, не умевших читать. В 1921—1924 годах впервые вводится квотирование иммиграции в США. Вместе с тем ограничения иммиграции имели отчётливый расовый мотив, и ставили цель борьбы с изменением уже существующих пропорций среди населения США. Иммиграция граждан ряда стран Юго-Восточной Азии запрещалась совсем, уже въехавшим иммигрантам запрещалась натурализация, а для стран Латинской Америки вообще не было выделено никаких квот.
86 % из 155 тысячной квоты 1924 года было выделено на страны Северной Европы, в первую очередь — Германия, Британия и Ирландия, в дальнейшем Северная Европа продолжала сохранять это преимущество, тогда как эмиграция из стран Восточной и Южной Европы сильно сократилась. Итальянская иммиграция была резко урезана от 200 000 человек в год до только 4000. Также резко падает еврейская иммиграция, так как большинство евреев прибывало из стран, получивших очень малые квоты — Польша, Советский Союз, Румыния и другие. Если в период 1881—1923 в США прибыло около 2 500 000 евреев, то за 1924—1933 — всего около 30 000—40 000.

### Комиссия Овермана

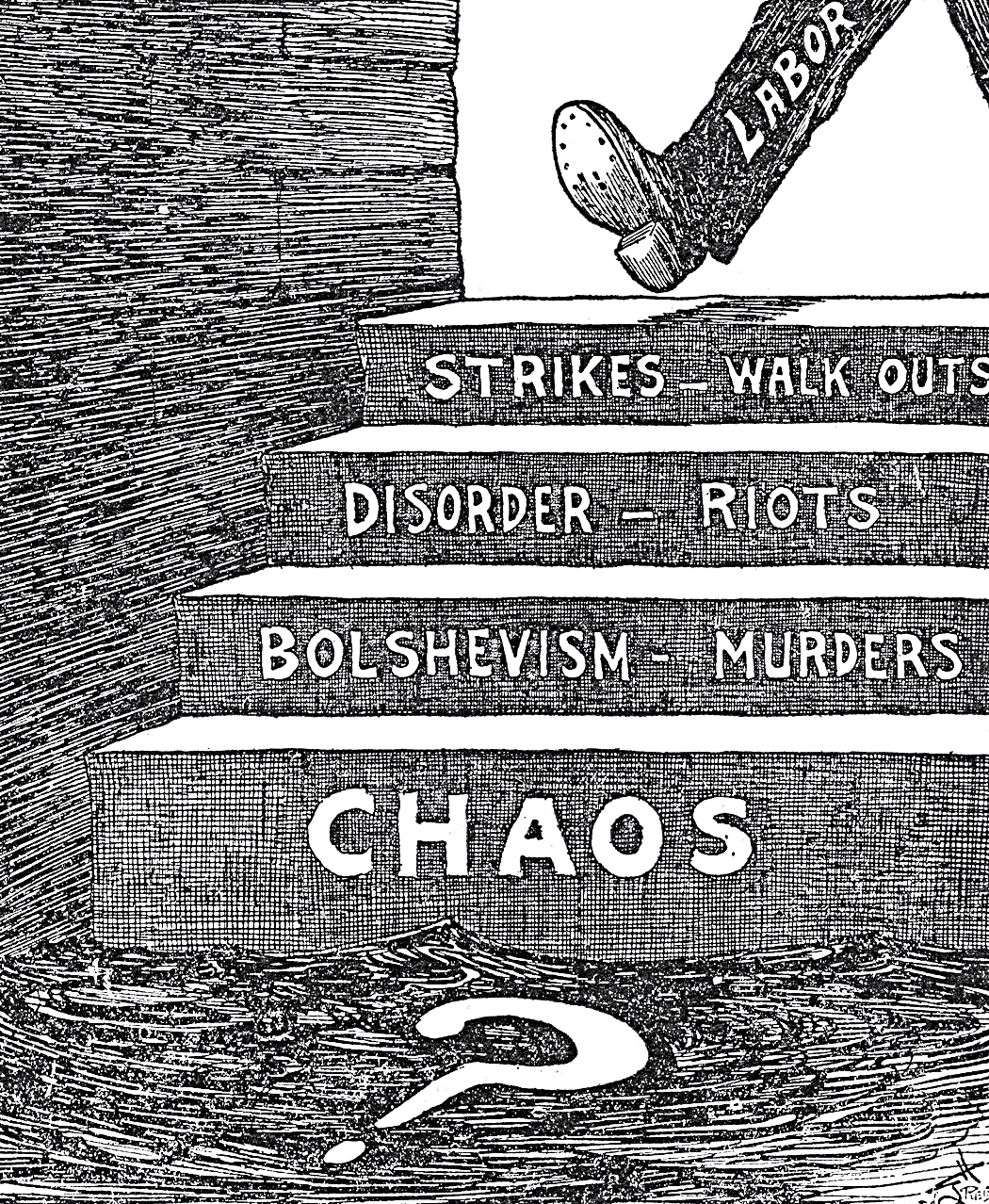
New York Evening Telegram
November 1, 1919

19 сентября 1918 года начинает работу Комиссия Овермана под председательством демократического сенатора от штата Северная Каролина Ли Слейтера Овермана. Комиссия Овермана стала предтечей маккартистской «Комиссии по расследованию антиамериканской деятельности», и получила от Сената Соединённых Штатов задание расследовать германскую, большевистскую и прочую «антиамериканскую деятельность», а также возможные последствия внедрения большевизма в США.
В июне 1919 года Комиссия Овермана опубликовала свой финальный отчёт длиной 35 000 слов. По выводам комиссии, в случае замены в США капитализма на коммунизм результатом должны стать нищета, голод, массовые конфискации и террор. По результатам расследования комиссия обвинила ряд связанных с Германией организаций в Америке (Национальный германо-американский альянс и другие) в попытке захватить контроль над американской прессой, выборами и общественным мнением.
Основным выводом Комиссии Овермана стала рекомендация депортировать из Соединённых Штатов радикально настроенных иммигрантов, ужесточить контроль над оборотом взрывчатых веществ, и за публикациями на иностранных языках.

### Теракты в апреле и июне 1919 года. Столкновения 1 мая 1919 года

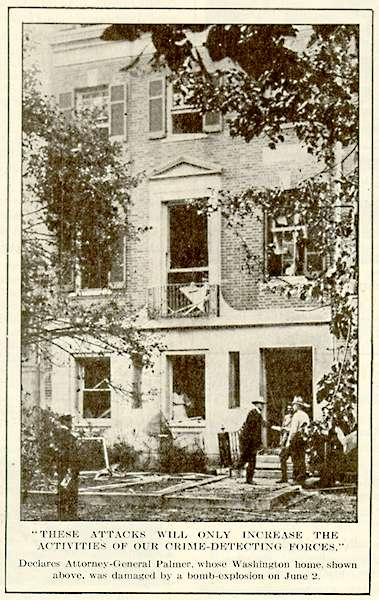
Дом генерального прокурора США Палмера, повреждённого взрывом в 1919 году

В апреле 1919 года был раскрыт широкомасштабный заговор с рассылкой по почте 36 взрывных зарядов. В числе получателей числились иммиграционные чиновники, верховный судья Оливер Уэнделл Холмс, председатель сенатской комиссии по исследованиям большевизма, генеральный прокурор, ряд бизнесменов (в частности, Джон Д. Рокфеллер), а также полевой агент ФБР Р. В. Финч. Часть бомб была приурочена к дню труда 1 мая, и предназначались, в частности, для мэра Сиэтла Хансона, который активно боролся со всеобщей стачкой в этом городе. Эта бомба прибыла слишком рано, Хансон не пострадал. Другая бомба была отправлена 29 апреля, и предназначалась для сторонника Закона «Об исключении анархистов» 1903 года (предусматривавшего депортацию иммигрантов, заподозренных в «анархизме»), сенатора от штата Джорджия Томаса В. Хардвика. При взрыве были ранены его жена и домработница. 30 апреля работники почты обнаружили 16 других бомб в посылках различным адресатам в Нью-Йорке, и прервали их доставку. В другие дни было обнаружено ещё 12 других бомб.
С окончанием Первой мировой войны 11 ноября 1918 года, в марте-мае 1919 года американские ветераны основывают правоконсервативную патриотическую организацию Американский легион, которая уже в ноябре проводит свой первый национальный съезд. Легионеры изгоняют «вобблис» (членов радикального профсоюза Индустриальные рабочие мира) из города Сентрейлия, штат Вашингтон, в ходе столкновений легионеров с вооружёнными рабочими погибло три человека, один рабочий линчеван на месте. В штате Западная Вирджиния полиция заставила 118 «вобблис» целовать американский флаг.
1 мая 1919 прошли массовые рабочие демонстрации. Демонстрация в Бостоне не получила официального разрешения, и была разогнана полицией, причём один полицейский погиб, 246 социалистов арестованы. Толпа атаковала предполагаемую штаб-квартиру социалистов, причём ни один из нападавших не был арестован. В Нью-Йорке солдаты сожгли отпечатанные социалистические материалы, и заставили иммигрантов петь патриотический американский гимн.
Самые серьёзные столкновения прошли в Кливленде. Конфликт между социалистами и легионерами привёл к жертвам: двое убитых и четверо раненных. Полиция восстановила порядок с помощью тяжёлой техники, арестовав 106 человек. Городская пресса обратила внимание, что только 8 человек из числа арестованных родились в США.
В июне 1919 года произошла новая серия рассылок бомб по почте. 2 июня в один и тот же час раздались взрывы в восьми разных городах. Одной из целей стал генеральный прокурор Палмер, чей дом в федеральном округе Колумбия был взорван. Человек, совершивший покушение, погиб при взрыве; остались свидетельства, что он был итальянцем, проживавшим в Филадельфии.

### Рейды Палмера
После теракта генеральный прокурор Палмер провёл рейды, представлявшие собой массовые аресты и депортации иммигрантов, подозреваемых в принадлежности к левым группировками и радикализме. Были проведены аресты от 4 до 10 тысяч человек. Операцией руководил Эдгар Гувер, которому тогда было 24 года. Многим арестованным не был предоставлен доступ к адвокату во время допроса, ряд лиц были избиты при аресте и во время допросов.
Газета «Вашингтон Пост» назвала произошедшее «не стоит терять время на плач по нарушениям свободы, от которого волосы встают дыбом», а «Нью-Йорк Таймс» назвала следы избиений «сувенирами новой политики федеральных агентов по отношению к красным». Эти действия встретили оппозицию в лице 12 высокопоставленных юристов, в том числе 4 судей Верховного Суда, составивших доклад «о незаконных действиях департамента юстиции Соединённых Штатов», в котором было указано на нарушения 4-й, 5-й, 6-й и 8-й поправок к Конституции. Палмер сообщил о планируемом на 1 мая 1920 года антиправительственном заговоре, однако эта дата прошла без каких-либо происшествий. Основания для депортации были найдены только для 600 человек из тысяч арестованных.
Результатом стала вспышка ксенофобии в американском обществе, направленная также на различные группировки радикальных анархистов, зачастую состоявшие из недавних иммигрантов. Под прицелом оказался также профсоюз Индустриальные рабочие мира, проведший в 1919 году сотни общенациональных забастовок. Консервативная пресса называла их «преступлениями против общества» и «заговорами с целью установить коммунизм». В 1919—1920 несколько штатов вводят законы против «криминальных профсоюзов».

### Забастовки в 1919 году
В течение 1919 года Соединённые Штаты сотрясает целый ряд забастовок, в том числе и несколько крупных. Согласно данным исследователя Андре Каспи, в 1919 году в США проходит 3630 забастовок, в которых участвуют до 84160 человек (уточнить цифры).
В январе 1919 года бастуют докеры Нью-Йорка и рабочие лёгкой промышленности, требовавшие 44-часовой рабочей недели, и повышения заработной платы на 15 %.

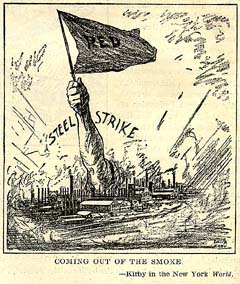
«Стальная забастовка», 1 октября 1919 года

6-11 февраля 1919 года проходит всеобщая забастовка в Сиэтле, в том числе с участием профсоюзов «Индустриальные рабочие мира» и «Американская федерация труда». Мэр Сиэтла Хансон сравнил забастовку с «революцией в Петрограде», 39 профсоюзных деятелей ИРМ были арестованы как «анархисты». Газета «Чикаго Трибьюн» назвала забастовку «марксистским» «шагом из Петрограда в Сиэтл».
Также в феврале проходит забастовка до 178 000 рабочих скотобоен, в марте бастуют работники общественного транспорта штата Нью-Джерси, в июле — работники табачных фабрик Нью-Йорка, в августе — железнодорожники штата Вашингтон и актёры Нью-Йорка, и так далее.
Наиболее впечатляющим ударом по общественному порядку стала сентябрьская забастовка полицейских в городе Бостон. 15 августа полицейские образовали собственный профсоюз, присоединившийся к Американской федерации труда. 9 сентября 1919 года примерно тысяча полицейских из общего числа полутора тысяч начали забастовку, требуя повышения заработной платы, которая никак не изменилась за время войны, тогда как цены возросли в среднем в два раза. Шеф местной полиции Эдвард Аптон Кёртис отверг право полицейских на профсоюзы, «зачинщики» подверглись административным взысканиям, однако забастовка всё же началась.
Бостон охватила массовая паника. Вскоре начинаются массовые грабежи, горожане начинают вооружаться и организовывать отряды самообороны. 10 сентября губернатор штата Массачусетс вводит в город подчинявшиеся ему части национальной гвардии штата, проходят столкновения национальных гвардейцев с мародёрами, причём было двое погибших. 11-12 сентября порядок был восстановлен. Пресса назвала бастующих полицейских «дезертирами» и «агентами Ленина».
22 сентября начинается забастовка рабочих металлургической промышленности, работавших в корпорации US Steel, условия труда в которой были особенно тяжёлыми. В городах Гомстед, Нью-Касл, Буффало проходят столкновения рабочих с заводской охраной. По данным профсоюза, в общей сложности забастовка охватила до 780 тыс. рабочих из 850 тыс. 29 сентября забастовка перекидывается на сталелитейную корпорацию Bethlehem Steel, в ней участвуют до 25 % её рабочих. Окончательно забастовки металлургов завершаются 9 января 1920 года.
1 ноября начинается забастовка шахтёров, требовавших шестичасового рабочего дня, пятидневной недели, повышения заработной платы на 60 %. Сложность положения шахтёров заключалась также и в том, что им запрещались забастовки в военное время: тогда как война закончилась 11 ноября 1918 года, правительство Соединённых Штатов спустя год всё ещё не отменило военное положение.
Результатом стала серия законов об иммиграции и призывах к насильственному изменению существующего строя. По словам Давида Д. Коула, «федеральное правительство депортирует радикальных иммигрантов за их выступления или за их связи, не делая особой разницы между реальными угрозами и идеологическими противниками».

### Расовые бунты 1919 года («Красное лето»)
Участие США в Первой мировой войне сопровождалось массовой мобилизацией мужчин, и резким падением иммиграции из Европы. В результате промышленные города Севера и Среднего Запада начинают испытывать недостаток рабочих рук, который постепенно заполняется массовым привлечением негров с Юга. К 1919 году мигрируют до 500 тыс. негров, которые как занимают новые рабочие места, так и, в некоторых случаях, используются в качестве штрейкбрехеров. Обострение подозрительности белых рабочих приводит к взрыву вследствие непродуманной быстрой демобилизации и отмены ограничений цен военного времени. Результатом становится резкое обострение конкуренции за рабочие места и инфляция.

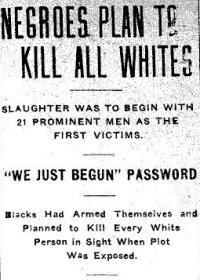
Пресса штата Арканзас обвиняет чёрных в намерении убить всех белых, 3 октября 1919 года

Согласно отчёту сотрудника Департамента труда Соединённых Штатов доктора Джорджа Е. Хайнса, летом-осенью 1919 года было зафиксировано 38 отдельных бунтов, в которых белые нападали на чёрных. Согласно этому отчёту, в период с 1 января по 14 сентября 1919 года по крайней мере 43 негра были линчёваны, из них 16 повешены, а остальные застрелены. Впервые в истории расовых столкновений в США отмечены попытки негров организовать отряды самообороны.
Влиятельная газета «Нью-Йорк Таймс» летом 1919 года обвиняет в насилии радикальный профсоюз «Индустриальные рабочие мира», большевизм и «другие экстремистские радикальные движения». В октябре газета обвиняет радикалов в ведении среди чёрного сообщества «большевистской пропаганды», «распространяющей доктрины Ленина и Троцкого».
- 10 мая 1919 вводится военное положение в городе Чарльстон, штат Южная Каролина. Бунт был поднят белыми моряками флота США, убившими троих негров. Пять белых и восемнадцать чёрных ранены.
- В начале июля бунт в городе Лонгвью (штат Техас) привёл к гибели четырёх человек и уничтожению местного чёрного гетто.
- 3 июля чёрные солдаты сегрегированного 10-го кавалерийского полка были атакованы местной полицией в городе Бизби, штат Аризона.
- В июле в городе Вашингтоне распространились слухи об аресте негра за изнасилование. Слухи вылились в четыре дня уличного насилия, сопровождавшегося нападениями белых (многие в военной форме) на случайных негров на улице, других негров толпа вытаскивала из машин. После отказа полиции вмешаться начались столкновения белых с чёрными отрядами самообороны, в результате чего в город пришлось вводить войска. К концу беспорядков погибло десять белых, включая двух полицейских, и пятеро чёрных.
- В городе Норфолк (штат Виргиния) белые атаковали чёрных ветеранов. По меньшей мере шесть человек застрелены, порядок восстановлен с помощью морской пехоты и военного флота.
- 27 июля начинаются наиболее тяжёлые расовые столкновения 1919 года, имевшие место в городе Чикаго. Белые обнаружили чёрную молодёжь, нарушившую границу сегрегированных пляжей на озере Мичиган и заплывшую на пляжи, зарезервированные только для белых. Несколько нарушителей были утоплены. После отказа полиции вмешаться начался бунт чёрной молодёжи Чикаго, продолжавшийся 13 дней. Среди белых особую активность проявили ирландцы, чья территория непосредственно граничила с чёрным гетто. К моменту окончания беспорядков погибло 23 чёрных и 15 белых, 537 человек ранены, разрушены дома 1000 чёрных семей.
- В августе начался бунт в городе Ноксвилль, штат Теннеси, после того, как мулат Морис Майес был заподозрен в убийстве белой женщины. Толпа в 10 000 белых, взорвав двери динамитом, взяла штурмом городскую тюрьму в поисках подозреваемого и, не найдя его, освободила 16 белых, захватив при этом оружие и конфискованный алкоголь. Разгромив тюрьму, толпа направилась в поисках Майеса в местный чёрный район, где начались перестрелки белых с чёрными. Акты насилия продолжались в течение дня, причём двое чёрных были убиты на вокзале, когда пытались бежать из города. Бунт подавлен Национальной гвардией.

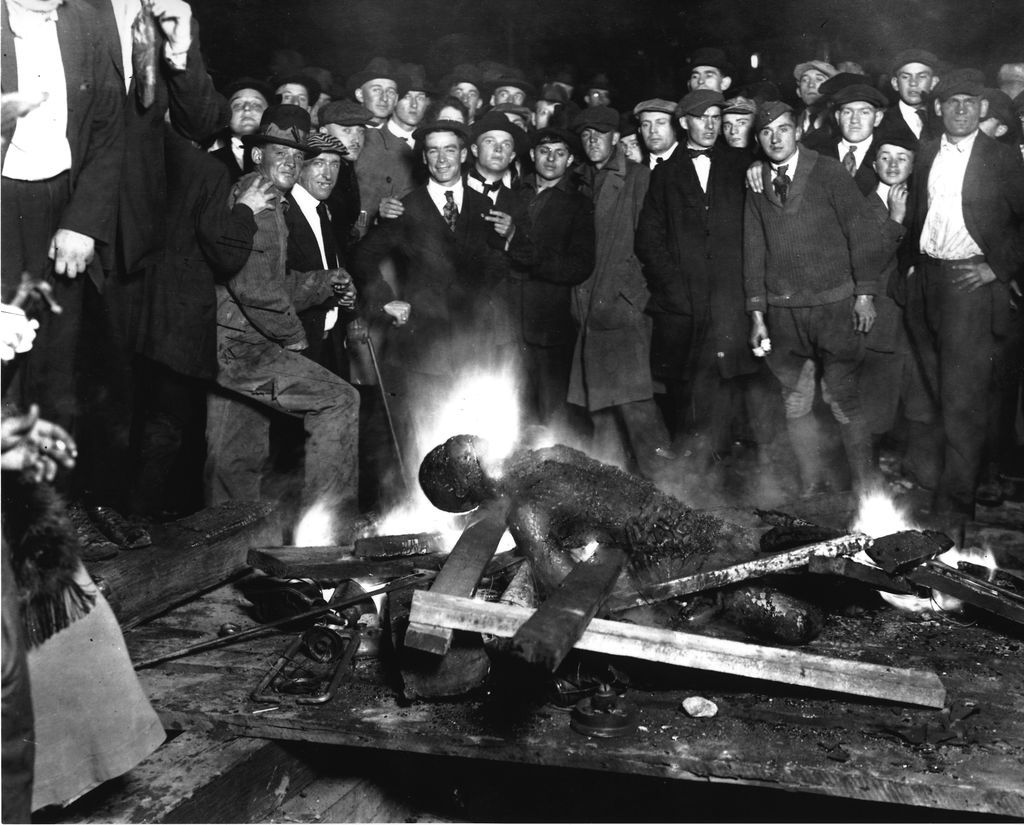
Сожжение линчёванного толпой Уилла Брауна

- В конце сентябре толпа в 4000 белых в городе Омаха (штат Небраска) потребовала от полиции выдать Уилла Брауна, чёрного, подозреваемого в изнасиловании белой женщины. Полицейские попытались рассеять толпу водой из брандспойтов, но их забросали кирпичами, разбив все стёкла в здании суда. Сожжено здание суда, подозреваемый линчёван толпой, его тело сожжено, после чего толпа рассеялась по городу, захватив оружие, а также нападая на полицейских и негров. Семь полицейских получили лёгкие огнестрельные ранения. Кроме того, толпа захватила мэра Эдварда Смита, перевернув при этом полицейский автомобиль, и попыталась повесить его. Мэр был освобождён полицией, и провёл в госпитале несколько дней. Сам бунт на следующий день был подавлен федеральными войсками.
- Последний бунт произошёл 1 октября в городе Элейн, штат Арканзас. В ходе столкновений погибло от 100 до 200 чёрных и пятеро белых. Местные власти и местная пресса обвинили чёрных в намерении организовать «социалистический» профсоюз и устроить массовую резню белого населения. 12 чёрных были приговорены к смертной казни и 79 к тюремному заключению до 21 года, однако впоследствии эти приговоры были отменены верховным судом США.

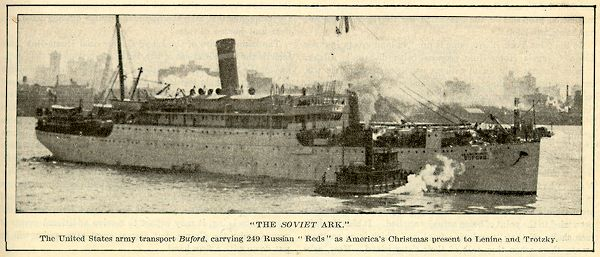
Торговый корабль Соединённых Штатов «Буфорд». Надпись: «Советский ковчег. Транспорт армии Соединённых штатов 'Буфорд' везёт в подарок Ленину и Троцкому на Рождество 249 красных»

### Депортации. «Советский ковчег»
21 декабря 1919 года правительство США депортировало 249 человек на корабле «Буфорд», который пресса назвала «Советским ковчегом». Из этих 249 человек 199 были арестованы 7 ноября 1919 года во время «рейдов Палмера». В общей сложности на «Буфорде» и другими способами был депортирован 351 человек, все — недавние иммигранты, не имевшие гражданства.
184 человека принадлежали к анархистскому «Союзу русских рабочих», который был одной из основных целей «рейдов Палмера». Газета New York Times заявила, что в этой организации имеется «500 русских красных», которые являются «агентами, распространяющими большевизм в Соединённых Штатах».
Отправка из США «советского ковчега» сопровождалась широким освещением в прессе. Газета New York Sun объявила его пассажиров «заговорщиками всех мастей», Boston Transcript назвал эту депортацию столь же знаменательной, как и путешествие Колумба. New York Times заявила, что депортируемые «злоупотребили гостеприимством» Соединённых Штатов, и «[вместо того,] чтобы отблагодарить Соединённые Штаты, предоставившие им возможности, равенство и свободу, они пытались уничтожить возможности других, равенство и свободу. Теперь американцы узнали иностранцев-революционеров». По заявлению Los Angeles Times:

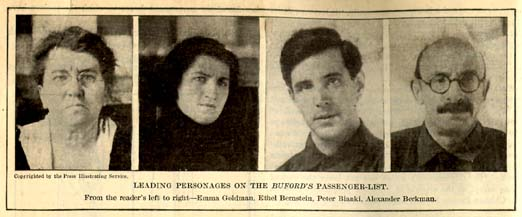
Ключевые пассажиры «Буфорда»: Эмма Гольдман, Этель Бернштейн, Пётр Бьянки, Александр Беркман

| В настоящее время в Америке 14 миллионов европейцев, не получивших гражданства; по меньшей мере 7 миллионов не владеют английским (не могут ни говорить, ни читать). Избежав дурного влияния наставников, они могут стать хорошими американцами. Но пока позволено иностранным агитаторам распространять лживую пропаганду, эти иностранцы останутся угрозой для государства и жизни американцев. |

Анархистку Эмму Гольдман неоднократно арестовывали за «призывы к мятежу» и протесты против призыва, Александр Беркман был осуждён на 14 лет тюремного заключения за попытку убийства промышленного капиталиста Генри Клэя Фрика после забастовки 1892 года. В 1917 году повторно арестован за совместные с Эммой Гольдман выступления против призыва.
Сам капитан «Буфорда» не знал места назначения и вскрыл запечатанные приказы с его указанием только через 24 часа после отплытия. Пассажиры корабля фактически находились на положении заключённых; для их охраны был размещён отряд из 58 морских пехотинцев с 4 офицерами, а экипажу выданы пистолеты.
«Буфорд» остановился в Киле, где взял на борт германского офицера для прохода через оставшиеся после войны минные поля Северного моря. 16 января 1920 года корабль прибыл в финский порт Ханко, откуда депортируемые под охранной «белофиннов» были препровождены в Териоки. 19 января они были проведены по льду реки Сестры в разрушенный войной Белоостров, где уже с триумфом встречены большевиками и перевезены в Петроград.
Дальнейшая их судьба оказалась сложной. Эмма Гольдман и Александр Беркман ехали в Советскую Россию с самыми радужными надеждами, однако по прибытии убедились, что пути большевиков и анархистов уже давно разошлись.

## «Красная угроза» 1920—1941

### Жупел большевизма: СССР, Коминтерн и угроза мировой революции
Жупел большевизма стал одним из излюбленных и, как показала история, весьма действенных символов для любой антисоветской агитации, провоцирования более чем обоснованного недоверия к Советскому Союзу и оправдания любых превентивных мер и подготовки войны против него.
РКП (б), создав Третий Интернационал, поставила задачу распространения идей революционного интернационального социализма и коммунизма во все страны мира. Эту работу часть руководства партии считала борьбой за мировую революцию и в ней были задействованы советские полпредства, торговые фирмы, туристические бюро, научные институты, на что тратились значительные финансовые ресурсы СССР.
В предвоенные годы Советское государство своей активной внешней международной деятельностью, закреплённой официально в государственной символике страны, поставило своей целью на деле осуществить свою всемирно-историческую миссию по подготовке силового революционного преобразования всего мирового сообщества на принципах коммунизма. Через свои многочисленные ячейки и филиалы в виде всевозможных зарубежных коммунистических партий, а также близкие по убеждениям общественные организации — КИМ, МОПР, различные антифашистские объединения и пр., Коминтерн (полностью управляемый и финансируемый советским правительством и партийным руководством СССР) готовил мировую пролетарскую революцию. Гимном Коминтерна была песня: «Наш лозунг — Всемирный Советский Союз!».

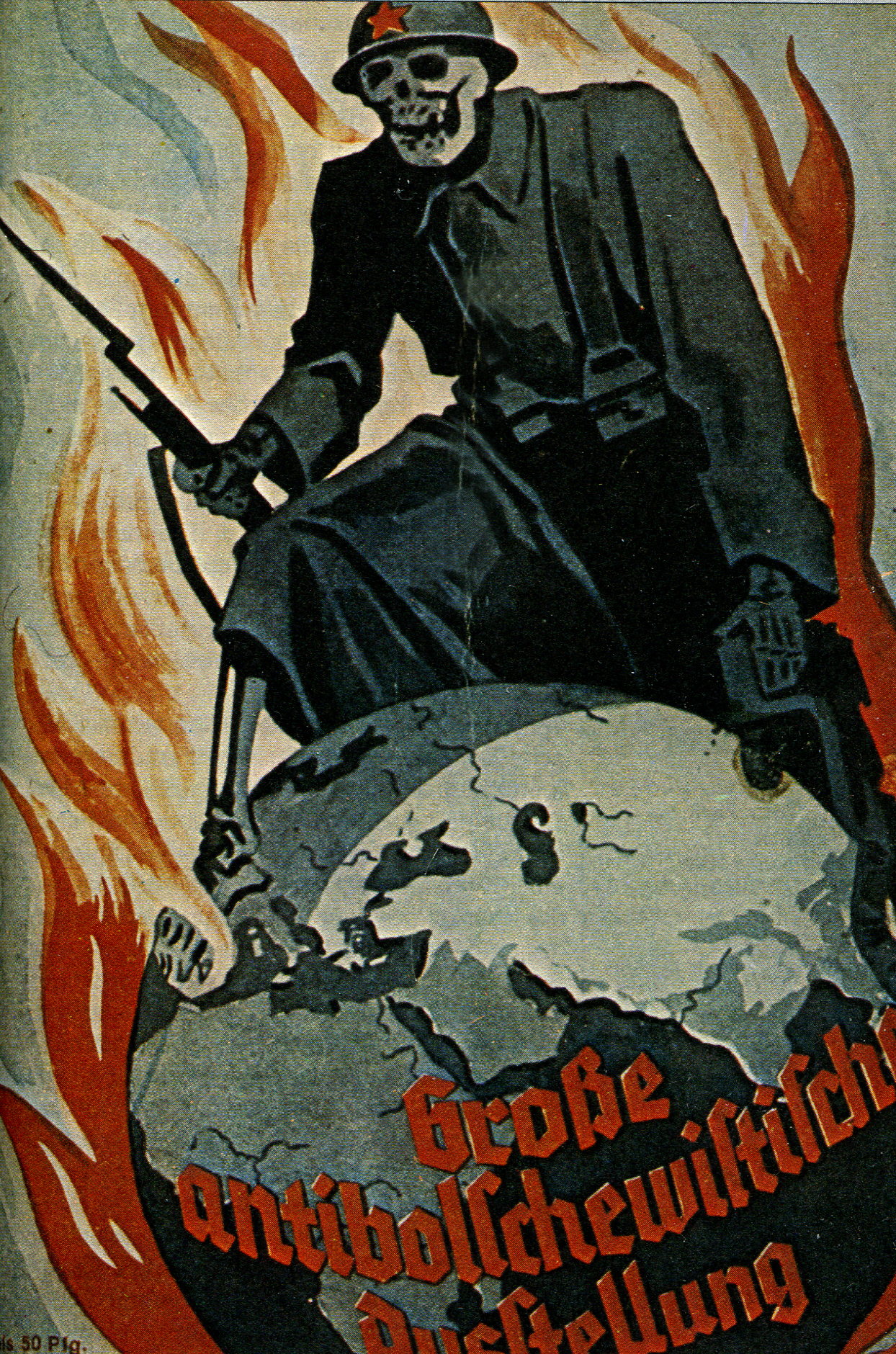
Немецкий плакат
Большой антибольшевистской выставки. 1937

Это нашло своё отражение также и в первой строфе текста государственного гимна СССР (тогда — «Интернационал»), транслировавшегося в мировой эфир дважды в сутки государственной радиостанцией имени Коминтерна из Уфы. В качестве рабочего механизма при этом использовалась формально внегосударственная организация — Коммунистический Интернационал (Коминтерн), имеющий в Москве свою штаб-квартиру. Посредством этой организации оказывалось возможным через голову парламентов и правительств буржуазных государств и, минуя созданную для согласования международных отношений организацию в лице Лиги наций, обращаться непосредственно к наиболее восприимчивому к коммунистической идеологии общественному слою — рабочим промышленности, то есть к классу пролетариата.
Конечные цели советской внешней политики были изначально недвусмысленно выражены и геральдически в виде государственного герба СССР, изображавшего земной шар, накрытый эмблемой свободного коммунистического труда — Серпом и Молотом — с популистским призывом к объединению пролетариата под лозунгом: «Пролетарии всех стран, соединяйтесь!».
При этом, в большинстве стран мира люди были достаточно хорошо осведомлены о беспрецедентном терроре и репрессиях в СССР, которым начиная с середины тридцатых годов подвергались все слои населения России, включая и политическую партийную оппозицию в ВКП(б), и командный состав РККА, и сами карательные органы НКВД. Советский Союз они рассматривали как территорию, в которой царят абсолютный моральный вакуум, террор и полное беззаконие. Всего этого в определённой степени было достаточно для поддержания в их среде уверенности в исторической обоснованности необходимости войны против Советской России, которую уже много позже президент США Рейган назвал «Империей зла».

### Роспуск Коминтерна
Коминтерн был формально распущен Сталиным 15 мая 1943 года. Роспуск Коминтерна фактически являлся требованием западных союзников по антигитлеровской коалиции для открытия ими второго фронта в Европе против Германии и её союзников. Объявление было положительно воспринято в странах Запада (особенно в США) и в условиях продолжающейся Второй мировой войны привело к укреплению отношений этих стран с Советским Союзом. Отстаивая необходимость роспуска, Сталин говорил:

«Опыт показал, что и при Марксе, и при Ленине, и теперь, невозможно руководить рабочим движением всех стран мира из одного международного центра. Особенно теперь, в условиях войны, когда компартии в Германии, Италии и других странах имеют задачи свергнуть свои правительства и проводить тактику пораженчества, а компартии СССР, Англии и Америки и другие, наоборот, имеют задачи всемерно поддерживать свои правительства для скорейшего разгрома врага. Есть и другой мотив для роспуска КИ, который не упоминается в постановлении. Это то, что компартии, входящие в КИ, лживо обвиняются, что они являются якобы агентами иностранного государства, и это мешает их работе среди широких масс. С роспуском КИ выбивается из рук врагов этот козырь. Предпринимаемый шаг несомненно усилит компартии как национальные рабочие партии и в то же время укрепит интернационализм народных масс, базой которого является Советский Союз».

Распуская Коминтерн, ни Политбюро, ни бывшее руководство КИ, не собирались отказываться от контроля и руководства коммунистическим движением в мире. Они стремились лишь избежать их афиширования, доставляющего определённые неудобства и издержки. Вместо Коминтерна в ЦК ВКП(б) был создан отдел международной информации во главе с Георгием Димитровым, а после войны был образован Коминформ.

## «Красная угроза» 1947—1957
Послевоенная «красная угроза» характеризовалась страхом перед шпионажем коммунистов и была вызвана появлением коммунистических государств в Восточной Европе, блокадой Западного Берлина (1948—1949), гражданской войной в Китае (1949) и Корейской войной (1950—1953). Эти опасения вылились в занесения в чёрные списки, аресты и депортации лиц подозреваемых в симпатиях к коммунизму.

### Предпосылки
Бывшие члены Компартии США и агенты советской разведки Элизабет Бентли и Уэттэйкер Чамберс выступили с заявлениями об активном проникновении советских агентов и лиц, симпатизирующих коммунизму, в различные правительственные учреждения США во время и по окончании Второй мировой войны. Эти заявления были восприняты как доказательство активной советской и коммунистической инфильтрации в американское правительство. Появление атомной бомбы у Советского Союза породило страх перед возможной ядерной атакой на США и перед Коммунистической партией США. Арест летом 1950 года работавших на советскую разведку коммунистов супругов Розенберг привлёк внимание американской общественности к их делу. Антикоммунизм поддерживался примерами из истории и повседневной жизни СССР и Китая, в которых американцы видели свидетельство разрушительной роли коммунизма. Особое внимание сосредоточивалось на сталинских репрессиях и лагерях принудительного труда ГУЛАГа.

### История

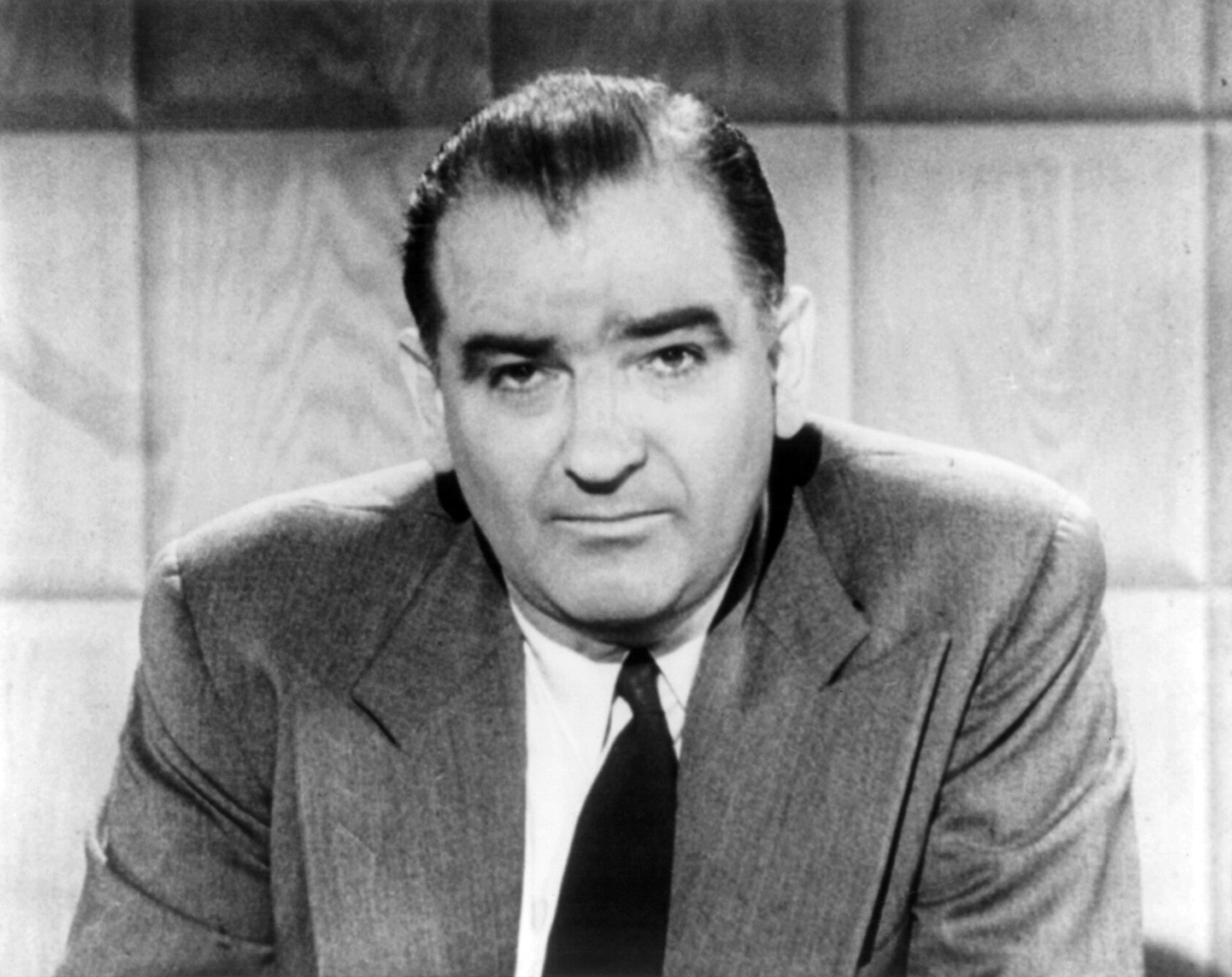
Сенатор Джозеф Маккарти

Во время Великой депрессии коммунизм стал привлекательной идеологией для многих американцев, особенно в интеллектуальной и в рабочей среде. На пике своей популярности в 1939 году Компартия США насчитывала 50 тыс. членов. Со вступлением в войну в 1940 году  Конгресс принял «Акт Смита», сделавший незаконным членство в политических группах, выступавших за насильственное изменение существующего строя, и потребовавший от иностранцев регистрации в федеральном правительстве. Этот закон был направлен не только против Компартии, но также против «Германоамериканского союза» и против американцев японского происхождения в целом. С началом германского вторжения в СССР Компартия сменила свою позицию с анти- на провоенную. Пока США и СССР были союзниками, Компартия США выступала против забастовок и поддерживала американские военные усилия. Председатель Компартии Эрл Браудер выдвинул лозунг «Коммунизм — это американизм двадцатого века». В то же время троцкистская Социалистическая Рабочая Партия выступала против войны и поддерживала забастовки, в том числе в оборонной промышленности. Ряд членов СРП были осуждены согласно «Акту Смита», в то время как Компартия таким санкциям не подвергалась.
В 1947 Гарри Трумэн подписал Указ № 9835, создавший «Программу проверки лояльности федеральных сотрудников». Эта программа учредила комитеты по расследованиям и увольнениям сотрудников в случае сомнений в их лояльности. Комиссия по расследованию антиамериканской деятельности (англ. House Committee on Un-American Activities, (HUAC)) и сенатские подкомитеты, которые в 1953 возглавил сенатор Джозеф Маккарти, начали расследования в отношении настоящих или подозреваемых американских коммунистов и их роли, настоящей или воображаемой, в шпионаже, пропаганде и подрывной деятельности.
Вторая «красная угроза» протекала на фоне начавшейся гонки ядерных вооружений, что повлекло за собой заметные последствия для американского образа жизни: резко возросла популярность домашних убежищ на случай ядерной атаки, регулярно проводились учебные тревоги в школах и университетах. Начиная с 1950-х годов возросла популярность научной фантастики. Многие триллеры и фантастические фильмы этого периода эксплуатировали тему чудовищного, бесчеловечного врага, который планировал проникнуть в общество и уничтожить американский образ жизни. Антикоммунизм повлиял даже на спорт; команда «Красные Цинциннати» (англ. Cincinnati Reds) временно изменила своё название на «Красноногие Цинциннати» (англ. Cincinnati Redlegs), чтобы избежать ассоциаций с коммунизмом.